# Krasta
Krasta (albanisch auch Krastë) ist eine Bergwerksstadt in Ostalbanien. Bis Sommer 2015 war sie Zentrum der Komuna Martanesh, die 2011 1836 Einwohner hatte. Heute gehört Krasta zur Bashkia Bulqiza (Njësia administrative Martanesh) innerhalb des Qark Dibra.

## Geographie

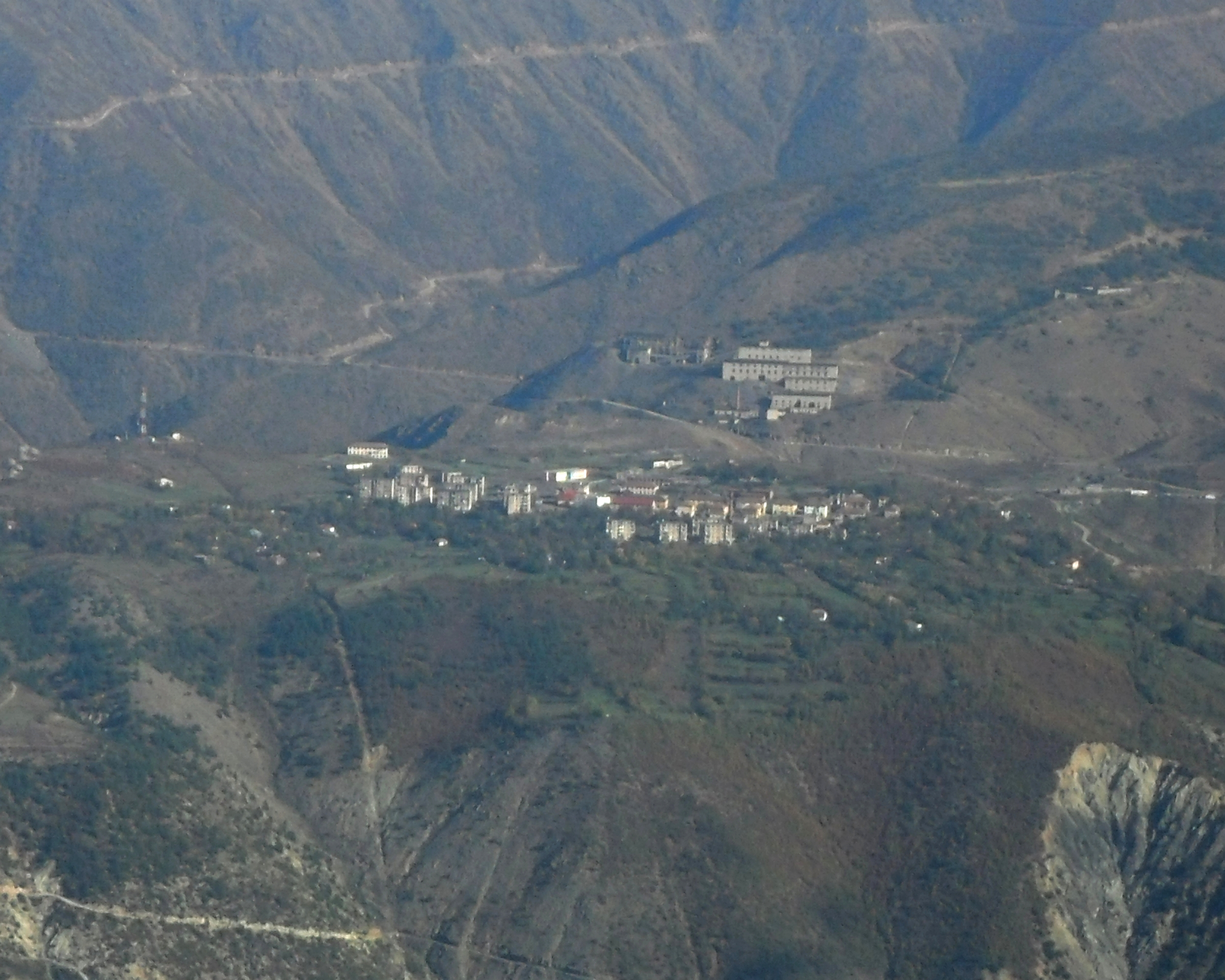
Der Ort von Südwesten gesehen

Der Ort liegt abgeschieden in den Bergen auf einem Plateau auf rund 1100 m ü. A. und gilt als höchste Stadt des Landes. Gegen Süden fällt das Plateau steil in die Schlucht des Flusses Mat ab. Im Osten erhebt sich der Berg Mali i Koltit (1592 m ü. A.)
Ein über 16 Kilometer langes Bergsträßchen erschließt den Ort vom Qafa e Buallit wenig westlich von Bulqiza her.

## Geschichte
Mit dem Bau der Bergwerksstadt wurde 1970 auf dem Gebiet des Dorfes Gjon, das sich etwa einen Kilometer südwestlich befindet, begonnen. Bereits 1967 hatte die Kupfer-Mine von Batra, ein paar Kilometer nordöstlich, ihren Betrieb aufgenommen. Bereits 1959 hatte der Kupferabbau in der Thekna-Mine weiter östlich begonnen. Auch an diversen anderen Orten in der Region wird bis heute Bergbau betrieben; 1971 wurde auch in Krasta östlich des Orts eine Mine eröffnet. 1974 bezogen die ersten Bewohner den Ort, der 1979 zur Stadt erklärt wurde. Es gab in Krasta eine Mittelschule, ein Bergmann-Museum, ein Krankenhaus und kulturelle Angebote. 1987 wurde eine Chromanreicherungsfabrik eröffnet. Nach 1991 wurden viele Minen geschlossen.

## Bevölkerung und Gesellschaft
Die Einwohnerzahl wurde für das Jahr 2007 mit 2138 Einwohnern angegeben. Rund 81 % der Einwohner der Gemeinde Martanesh lebten im Hauptort. Die Volksbefragung von 2011 ergab für die ganze Gemeinde nur 1836 Einwohner. Wie alle Berggebiete Albaniens war auch Martanesh nach 1991 von starker Abwanderung betroffen.
Dank gestiegener Weltmarktpreise für Chrom nahmen die Bergbauaktivitäten nach dem Jahr 2000 in der Region wieder zu, wobei oft nur kleine Privatfirmen tätig sind. Nur rund 160 Bewohner der Gemeinde hatten im Jahr 2007 ein reguläres Arbeitsverhältnis, davon fast die Hälfte im Bergbau und über 30 im Bildungsbereich. 13 % der Familien erhalten Sozialhilfe. Um das Jahr 2008 gab es in Krasta noch immer einen Arzt und eine Mittelschule.